# Antispila treitschkiella
Antispila treitschkiella é uma espécie de insetos lepidópteros, mais especificamente de traças, pertencente à família Heliozelidae.
A autoridade científica da espécie é Fischer von Röslerstamm, tendo sido descrita no ano de 1843.
Trata-se de uma espécie presente no território português.